# Seal Beach, California

Thành phố Seal Beach, California

Seal Beach là một thành phố duyên hải Thái Bình Dương, toạ lạc tại Tây Bắc hạt Orange (Quận Cam), tiểu bang California, Hoa Kỳ. Theo điều tra dân số 2010, thành phố có 24.168 dân, chỉ tăng thêm 11 người so với cuộc điều tra dân số năm 2000 (24.157 dân). Thành phố được thành lập ngày 25 tháng 10, năm 1915.
Seal Beach nằm ở góc phía tây của hạt Orange. Phía tây bắc, ngay bên kia biên giới là hạt Los Angeles, với các thành phố lân cận là Long Beach và vịnh San Pedro. Ở phía đông nam là Huntington Harbour, một khu phố của Huntington Beach, và Sunset Beach, cũng là một phần của Huntington Beach. Nằm ở phía đông là thành phố Westminster và West Garden Grove, một phần của thành phố Garden Grove. Phía bắc giáp với Rossmoor và thành phố Los Alamitos.

## Lịch sử
Ban đầu, khu vực mà bây giờ là Seal Beach được biết đến như là "Landing Anaheim", như bến và khu vực vui chơi giải trí ven biển được đặt theo tên của thị trấn gần đó là Anaheim mà sau này là thành phố Anaheim. Đến thế kỷ 20, nó được gọi là Bay City, nhưng đã có một thành phố Bay nằm ở miền Bắc California. và ngày 25 Tháng mười 1915, thị trấn được đặt tên là Seal Beach. Thị trấn đã trở thành một điểm đến vui chơi giải trí phổ biến trong khu vực, và đặc trưng một công viên giải trí biển trước khi Disneyland đã được thành lập.
Bến tàu Weapons của Hải quân quân Hoa Kỳ được xây dựng tại Seal Beach trong Thế chiến II để xếp, dỡ, và lưu trữ đạn dược cho Hạm đội Thái Bình Dương, và đặc biệt là nơi neo đậu tàu chiến của Hải quân Mỹ chuyển ở Long Beach và San Diego, California. Với sự đóng cửa của cảng hải quân Concord ở miền Bắc California, nó đã trở thành nguồn chủ yếu cung cấp các loại đạn dược cho phần lớn của Hạm đội Thái Bình Dương.
Ngày 12.11.2011, một vũ nổ súng diễn ra tại một thẩm mỹ viện trên đường cao tốc Pacific Coast ở Seal Beach, khiến 8 người chết và bị thương, đây là vụ giết người đẫm máu nhất trong lịch sử quận Cam

## Địa lý
Seal Beach nằm ở vị trí 33 ° 45'33 "N 118 ° 4'57" W (33,759283, -118,082396). [5]
Theo Cục Điều tra Dân số Hoa Kỳ, thành phố có tổng diện tích là 13,0 dặm vuông (34 km2). 11,3 dặm vuông (29 km2) của nó là đất và 1,8 dặm vuông (4,7 km2) của nó (13,45%) là nước.

### Khí hậu
Seal Beach có khí hậu Địa Trung Hải.

## Trích nguồn
- U.S. Census
- http://www.cnic.navy.mil/sealbeach Lưu trữ ngày 22 tháng 7 năm 2012 tại Wayback Machine. Truy cập 2008-10-15.
- http://news.yahoo.com/8-killed-southern-california-salon-shooting-234451134.html Lưu trữ ngày 16 tháng 10 năm 2011 tại Wayback Machine
- "8 Dead In O.C.'S Deadliest Mass Killing". The Orange County Register. ngày 12 tháng 10 năm 2011. Truy cập ngày 12 tháng 10 năm 2011.
- "US Gazetteer files: 2010, 2000, and 1990". United States Census Bureau. 2011-02-12. Truy cập 2011-04-23.

## Liên kết
- City of Seal Beach Official Website Lưu trữ ngày 29 tháng 12 năm 2010 tại Wayback Machine
- Seal Beach National Wildlife Refuge
- Seal Beach Naval Weapons Station
- Seal Beach Naval Weapons Station at globalsecurity.org
- Leisure World Seal Beach
- Seal Beach Lions Club